# Bandera de Alaska
La bandera de Alaska representa, sobre fondo azul, las estrellas que forman la constelación de la Osa Mayor y, en la esquina superior derecha, la estrella polar. 
La bandera fue diseñada por Benny Benson, un estudiante de 13 años, quien ganó una competición entre 142 participantes. Fue confeccionada en seda azul con las estrellas aplicadas, el simbolismo de la misma sirve de inspiración a la canción oficial del Estado: "Alaska's Flag".
La Legislatura de Alaska la adoptó el 2 de mayo de 1927 como emblema del entonces Territorio de Alaska, y fue enarbolada por primera vez el 9 de julio del mismo año. A partir de 1959, con la elección de Alaska como el 49.º estado de la Unión, se la mantuvo como enseña del Estado.

## Diseño y origen
Treinta y dos años antes de que Alaska se convirtiera en estado, el Departamento de Alaska de la Legión Americana patrocinó un concurso territorial para niños de Alaska desde séptimo grado (12-13 años) hasta duodécimo grado (17-18 años) para diseñar una bandera para el territorio. En 1927, el comité del concurso eligió el diseño de Benny Benson, de catorce años, para representar la futura bandera del Territorio de Alaska. Benson, un nativo de Alaska, residía en el Hogar Jesse Lee para Niños en Seward. En muchas fuentes, se dice que Benson era huérfano, pero su padre aún vivía cuando comenzó a trabajar en su diseño. La mayoría de las otras entradas presentaban variaciones sobre el sello territorial, el sol de medianoche, la aurora boreal, los osos polares y/o las bateas de oro. Para celebrar su logro, Benson recibió una beca de 1000 dólares y un reloj grabado. Los habitantes de Alaska solo habían ondeado la bandera estadounidense entre la compra del territorio a Rusia en 1867 y la selección del diseño de Benson en 1927.

Benny buscó en el cielo los símbolos que incluyó en su diseño. Eligiendo la constelación que buscaba cada noche antes de dormir en el orfanato, presentó esta descripción:
El campo azul representa el cielo de Alaska y el nomeolvides, una flor de Alaska. La Estrella Polar representa el futuro estado de Alaska, el más septentrional de la Unión. El Cazo representa a la Osa Mayor, que simboliza la fuerza. 
El diseño oficial de la bandera está descrito en los Estatutos de Alaska de la Legislatura del Estado de Alaska, que explica los colores y el simbolismo de la bandera, junto con la exhibición, el plegado, la presentación y el retiro adecuados de la bandera.
| Name | Color | RGB | RGB | RGB | RGB       |
| Name | Color | R   | G   | B   | 8-bit hex |
| ---- | ----- | --- | --- | --- | --------- |
| Navy |       | 15  | 32  | 75  | #0F204B   |
| Gold |       | 255 | 182 | 18  | #FFB612   |

### Galería

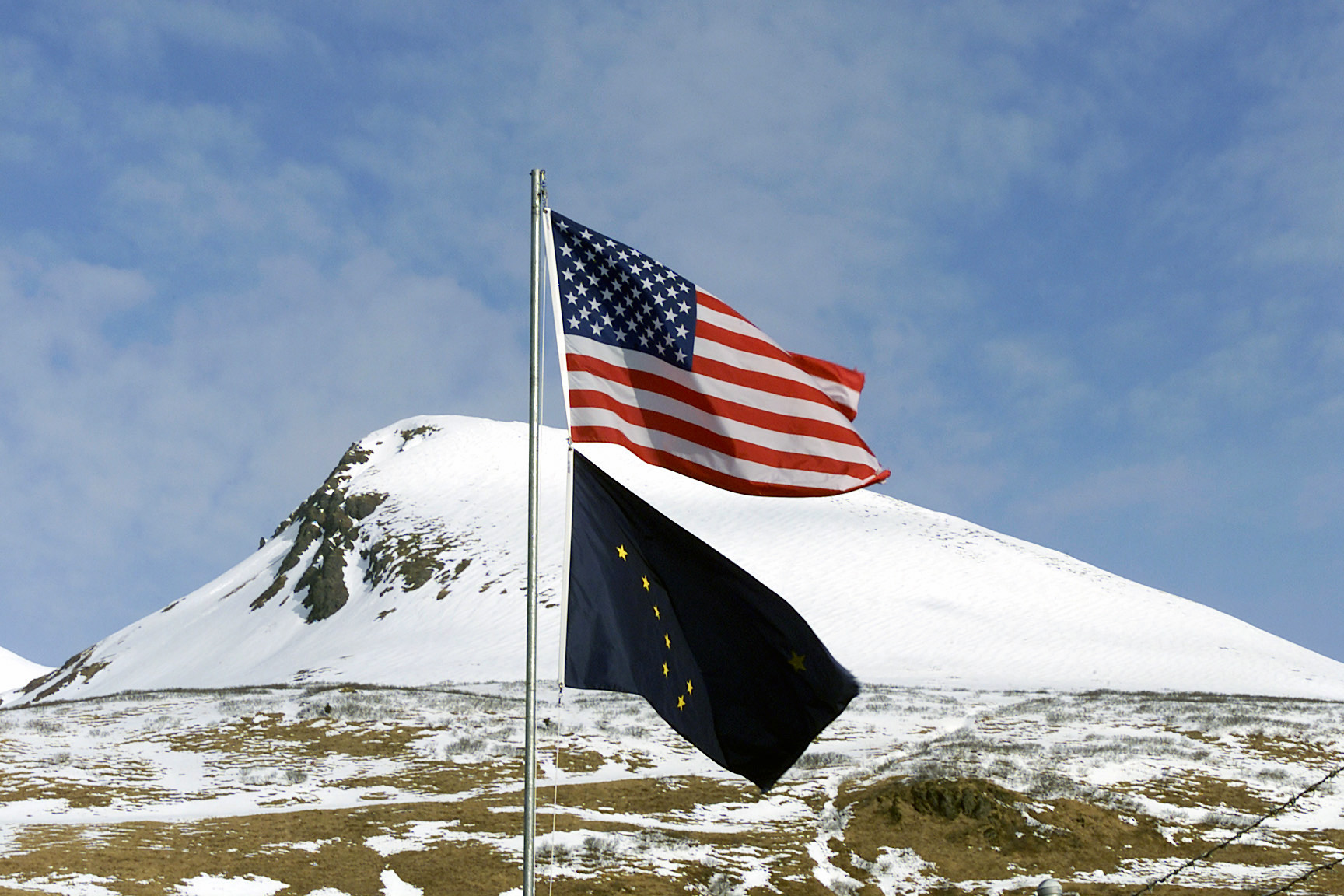
Bandera de Alaska ondeando por debajo de la bandera de los Estados Unidos.
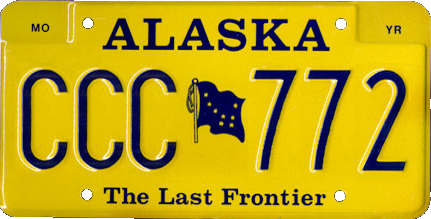
Placas de Alaska desde 1981 a 1997, que presentaba la bandera de Alaska en ella.
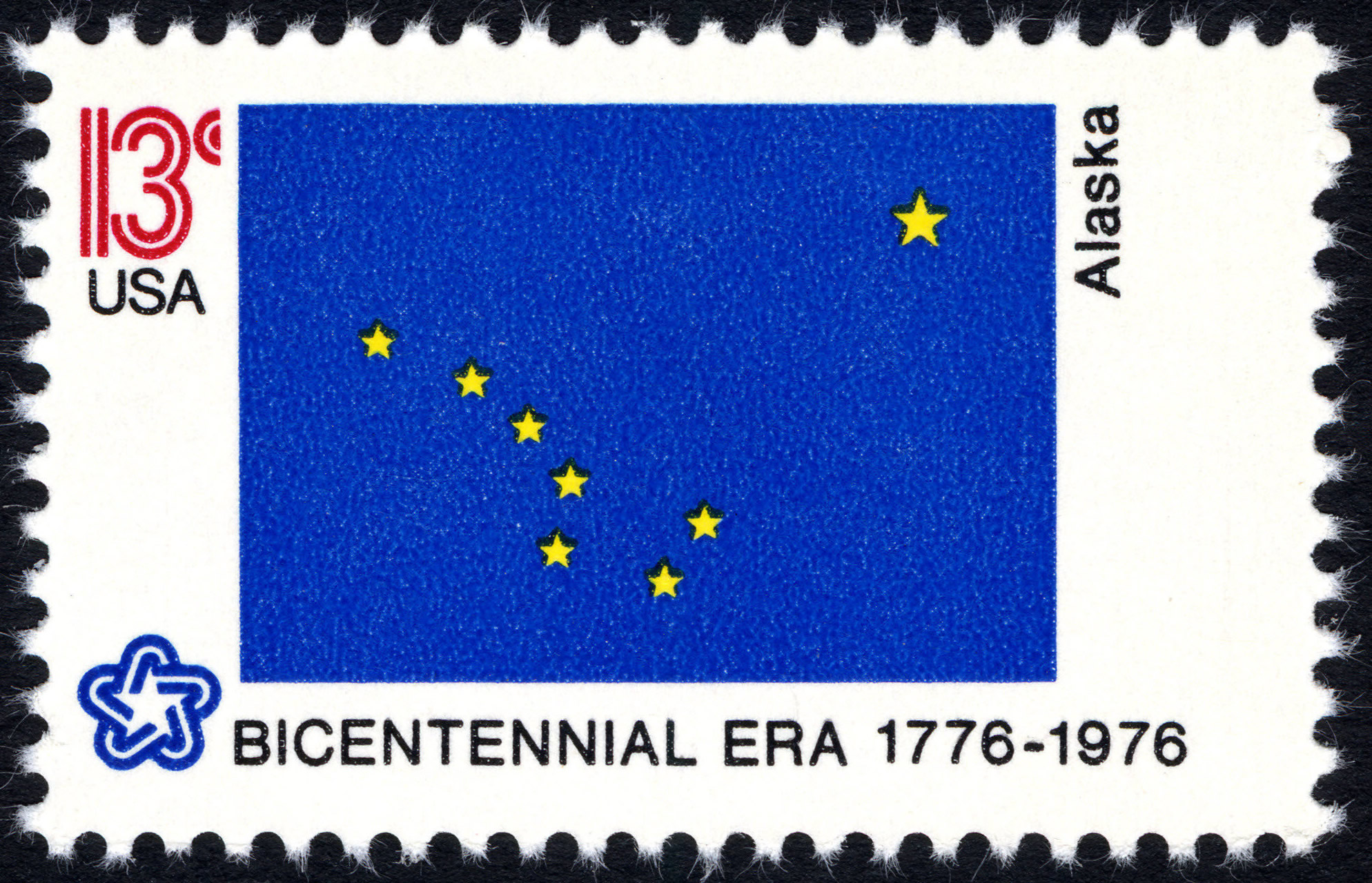
La bandera del estado de Alaska tal como se muestra en la serie de sellos postales del bicentenario de 1976.

## Historia

### Bandera de la Compañía Ruso-Estadounidense
Entre 1799 y 1867, Alaska estuvo gobernada por la Compañía Ruso-Estadounidense (RAC), una compañía comercial estatal con sede inicialmente en Irkutsk y posteriormente en San Petersburgo, Rusia. La bandera que ondeaban los barcos de la Compañía y sus establecimientos costeros era la bandera comercial de Rusia (insignia civil). El 28 de septiembre de 1806, Alejandro I, emperador de Rusia, anotó en el diseño que se le presentó de una nueva bandera para la Compañía Ruso-Estadounidense: «Así sea», y añadió su cifra, aprobando así la primera bandera en la historia de Rusia utilizada por una compañía con estatuto imperial. Tras la confirmación imperial, el caso se presentó en el Senado y el 19 de octubre de 1806 se envió para su ejecución a la oficina principal de la Compañía Ruso-Estadounidense (RAC), así como a las escuelas de Almirantazgo y Comercio.
El nuevo diseño de la bandera de la Compañía de 1806 colocó el águila imperial en el cuadrante superior izquierdo de la bandera comercial de Rusia. Para que el símbolo estatal permaneciera despejado y fuera más visible, se amplió el ancho de la franja blanca hasta cubrir aproximadamente la mitad del ancho de la bandera. Las proporciones normales de ancho de la bandera comercial de Rusia eran de tercios iguales. El águila imperial portaba una voluta que se hundía en la franja azul, también para mayor visibilidad, que decía, en forma abreviada, "Compañía Ruso-Americana". El simbolismo de la voluta debajo del águila imperial complementa la versión oficial del nombre de la compañía: "Bajo la Protección de Su Majestad Imperial, Compañía Ruso-Americana". 
La bandera ondeó sobre Alaska hasta el 18 de octubre de 1867, cuando todas las propiedades de las Compañías Rusas y Americanas en Alaska fueron vendidas a los Estados Unidos.

### Bandera del estado
La Legislatura de Alaska adoptó el diseño de Benson como bandera oficial del Territorio de Alaska el 2 de mayo de 1927. La primera bandera elaborada a partir del diseño de Benson fue de seda azul y estrellas doradas aplicadas. Se mantuvo como bandera estatal tras su independencia en 1959.
El simbolismo de la bandera se describe en la canción estatal, "La bandera de Alaska".

### Banderas históricas
| Lealtad                       | Órgano rector                                                               | Diseño                                        | Diseño                                     |
| ----------------------------- | --------------------------------------------------------------------------- | --------------------------------------------- | ------------------------------------------ |
| Reclamado por el Imperio ruso | N/A                                                                         |                                               | 15 de julio de 1741 – 8 de julio de 1799   |
| Imperio ruso                  | Compañía ruso-estadounidense                                                | 8 de julio de 1799 – 10 de octubre de 1806    |                                            |
| Imperio ruso                  | Compañía ruso-estadounidense                                                | 10 de octubre de 1806 – 18 de octubre de 1867 |                                            |
| Imperio ruso                  | Compañía ruso-estadounidense                                                | 11 de junio de 1858 – 18 de octubre de 1867   |                                            |
| Estados Unidos de América     | El Departamento de Alaska (Ejército, Marina o Tesoro de los Estados Unidos) |                                               | 18 de octubre de 1867 – 3 de julio de 1877 |
| Estados Unidos de América     | El Departamento de Alaska (Ejército, Marina o Tesoro de los Estados Unidos) | 4 de julio de 1877 – 16 de mayo de 1884       |                                            |
| Estados Unidos de América     | Distrito de Alaska                                                          |                                               | 17 de mayo de 1884 – 3 de julio de 1890    |
| Estados Unidos de América     | Distrito de Alaska                                                          | 4 de julio de 1890 – 3 de julio de 1891       |                                            |
| Estados Unidos de América     | Distrito de Alaska                                                          | 4 de julio de 1891 – 3 de julio de 1896       |                                            |
| Estados Unidos de América     | Distrito de Alaska                                                          | 4 de julio de 1896 – 3 de julio de 1908       |                                            |
| Estados Unidos de América     | Distrito de Alaska                                                          | 4 de julio de 1908 – 3 de julio de 1912       |                                            |
| Estados Unidos de América     | Distrito de Alaska                                                          | 4 de julio de 1912 – 23 de agosto de 1912     |                                            |
| Estados Unidos de América     | Territorio de Alaska                                                        |                                               | 24 de agosto de 1912 – 9 de julio de 1927  |
| Estados Unidos de América     | Territorio de Alaska                                                        | 9 de julio de 1927 – 3 de enero de 1959       |                                            |
| Estados Unidos de América     | Estado de Alaska                                                            | 3 de enero de 1959 – presente                 |                                            |